# Ewangelicka Spółdzielnia Kredytowa w Radomiu
Ewangelicka Spółdzielnia Kredytowa w Radomiu (1923–1930 z nieograniczoną odpowiedzialnością; 1930–1937 z ograniczoną odpowiedzialnością) – spółdzielnia kredytowa działająca przy parafii ewangelickiej w Radomiu w latach 1923–1937.
Powstała na bazie Ewangelicko-Parafialnego Towarzystwa Pożyczkowo-Oszczędnościowego w Radomiu (1920-1923). Należała do Związku Spółdzielni Polskich.
7 maja 1933 spółdzielnia została rozwiązana. Jej likwidacja trwała do 4 kwietnia 1937 a jej likwidatorami, pracującymi społecznie, zostali:
- Włodzimierz Żarnowski,
- August Missol,
- Władysław Hirszowski.

## Zarząd w 1930
- ks. Edmund Friszke
- Gustaw Betker
- Szymon Klauzer
- Ludwik Pinno (zastępca członka)
- Leon Malinowski (zastępca członka)